# الناز آرمات
الناز آرمات (زاده مشهد) بازیکن فوتسال اهل ایران است که تجربه بازی در تیم ملی فوتسال زنان ایران را دارد؛ او در عرصه باشگاهی نیز برای هیات فوتبال خراسان رضوی و پرسپولیس تهران به میدان رفته‌است.
آرمات سابقه بازی در لیگ عراق را نیز دارد.